# خبانه
خبانه (به عربی: خبانة) یک شهرداری در الجزایر است که در استان مسیله واقع شده‌است. خبانه ۶٬۸۴۸ نفر جمعیت دارد.